# Kelo Henderson
Kelo Henderson (eigentlich Paul Henderson junior, * 8. August 1923 in Pueblo, Colorado; † 10. Dezember 2019 in Irvine, Kalifornien) war ein US-amerikanischer Schauspieler.

## Leben
Henderson arbeitete vor seiner Schauspielkarriere als Vorarbeiter auf einer Ranch. Er war zudem ein Präzisions- und Kunstschütze, der zahlreichen Schauspielern den für ihre Rollen notwendigen Umgang mit Waffen vermittelte. Er gewann zahlreiche Preise und Titel als Schnell-  und Kunstschütze. Zwischen 1957 und 1959 übernahm er selbst einige Film- und Fernsehrollen, am bekanntesten davon die zweite Hauptrolle des Clint Travis in der Fernsehserie 26 Men. 1965 war er nochmals in zwei Karl-May-Filmen zu sehen, in beiden Filmen verkörperte er die Rolle des Frank Wilson.
1962 wurde Henderson Ehrenbürger von Arizona, 2003 wurde ihm für sein Lebenswerk als Westernschauspieler der Golden Boot Award verliehen.

## Filmografie
- 1957: Cheyenne (Fernsehserie, Folge The Brand)
- 1957: Last Stagecoach West
- 1957: Wells Fargo (Fernsehserie, Folge The Target)
- 1957: Das Geheimnis des steinernen Monsters (The Monolith Monsters)
- 1957–1959: 26 Men (Fernsehserie, 73 Folgen)
- 1958: Harte Männer – harte Fäuste (Return to Warbow)
- 1958: Sergeant Preston (Fernsehserie, Folge Escape to the North)
- 1958: Vom Teufel geritten (Saddle the Wind)
- 1965: Der Schatz der Azteken
- 1965: Die Pyramide des Sonnengottes